# Oscar Horror
Oscar Horror è stata una collana editoriale di tascabili di narrativa dell'orrore pubblicata da Arnoldo Mondadori Editore dal 1989 al 1990, con un'appendice di pubblicazioni fra 1991 e 1992, per un totale di 15 uscite.

## Storia editoriale
Già nota per la pubblicazione di narrativa poliziesca tramite il periodico Il Giallo Mondadori (1929-in corso), Arnoldo Mondadori Editore fu fra le prime case editrici a importare in Italia la fantascienza anglofona, fondando nel 1952 l'effimera rivista di racconti Urania e la ben più duratura collana di romanzi tascabili I Romanzi di Urania, la quale divenne una presenza fissa nelle edicole italiane (con cadenza variabilmente quindicinale o settimanale) e fu affiancata nel 1971 dalla collana "figlia" di volumi antologici Urania Millemondi. Nel 1965 Mondadori aveva inoltre lanciato sul mercato la collana di romanzi tascabili Oscar Mondadori, la prima proposta del suo genere ad apparire in libreria, e pur focalizzandola sulla narrativa realistica contemporanea vi aveva voluto includere anche un nucleo di opere fantastiche d'alto prestigio letterario, fra cui i capisaldi del genere distopico Fahrenheit 451 di Ray Bradbury (Oscar 78, 1966), La fattoria degli animali e 1984 di George Orwell (Oscar 102 e 454, 1967 e 1973) e il volume doppio Il mondo nuovo / Ritorno al mondo nuovo di Aldous Huxley (Oscar 319, 1971), i due capolavori della fantascienza dura Cronache marziane sempre di Ray Bradbury (Oscar 181, 1968) e Io, Robot di Isaac Asimov (Oscar 434, 1973), le opere di realismo magico Il deserto dei Tartari e La boutique del mistero di Dino Buzzati (Oscar 48 e 171, 1966 e 1968), e i romanzi di gusto gotico La pietra lunare di Tommaso Landolfi (Oscar 147, 1968), Il mago di William Somerset Maugham (Oscar 149, 1968) e Manoscritto trovato a Saragozza di Jan Potocki (Oscar L 64, 1972).
I primi anni Settanta coincisero con un importante sdoganamento in Italia della letteratura fantastica, lentamente uscita dal circuito "di consumo" dei tascabili da edicola ed entrata nelle librerie grazie a editori specializzati quali La Tribuna e Libra e successivamente Nord e Fanucci, pertanto Mondadori decise di irrobustire l'offerta di genere entro il proprio catalogo: nel 1973 venne istituita entro il catalogo degli Oscar l'etichetta degli Oscar Fantascienza, che nel 1979 fu trasformata una sotto-collana con propria numerazione e nel 1989 in una collana pienamente autonoma. Nel corso di questi sedici anni Mondadori continuò a includere occasionali testi fantastici negli Oscar generalisti e in particolare diede alle stampe numerosi testi di genere thriller e horror: nove antologie della collana Alfred Hitchcock presenta, diverse opere di Stephen King, i romanzi L'esorcista di William Peter Blatty (Oscar 520, 1974), Lo squalo di Peter Benchley (Oscar L228, 1976), Dracula di Bram Stoker (Oscar 1097, 1979) e Frankenstein di Mary Shelley (Oscar 1494, 1982), le raccolte personali La specialità della casa e altre storie del mistero di Stanley Ellin (Oscar 436, 1973), I racconti del terrore e del mistero di Arthur Conan Doyle (Oscar 438, 1973), Omicidi di annata di Ray Bradbury (Oscar 1889, 1986) e Tutti i racconti 1897-1922 di H.P. Lovecraft (Oscar 2136, 1989), e infine le antologie monografiche Racconti neri della scapigliatura a cura di Gilberto Finzi (Oscar 1267, 1980), L'orrore al femminile a cura di Elinor Childe e John G. Pinamonte (Oscar 1893, 1986) e Occulta. L'omnibus del soprannaturale a cura di Montague Summers (Oscar 2036, 1988); in più, entro Oscar Fantascienza trovarono spazio le due antologie Racconti senza respiro a cura di Kirby McCauley (2 voll., Oscar Fantascienza 30 [1364] e 31 [1365], 1981) e Al cinema con il mostro a cura di Peter Haining (2 voll., Oscar Fantascienza 32 [1433] e 33 [1434], 1981), nonché la raccolta personale Il gran Dio Pan e altre storie soprannaturali del maestro ottocentesco Arthur Machen (Oscar Fantascienza 35 [1520], 1982). Questo piano editoriale di diversificazione del catalogo culminò nel gennaio 1989, con l'affiancamento a Oscar Fantascienza delle collane Oscar Fantasy (1989-1993) e, appunto, Oscar Horror. 
Delle tre collane Oscar dedicate alla narrativa fantastica, Oscar Horror fu in assoluto la più effimera: essa operò a pieno regime solo per un anno e mezzo, durante il quale venne affiancata dal periodico per edicole Horror Mondadori, e poi a singhiozzo per altri due anni, fino alla chiusura definitiva nel 1992. Nel corso di questa brevissima attività, Oscar Horror fu curata di fatto da Giuseppe Lippi, già attivo anche sulle collane "gemelle", e propose una selezione equilibrata di romanzi autoconclusivi, raccolte personali di singoli scrittori, e antologie tematiche allestite da esperti statunitensi del settore. Fra le proposte della collana si distinguono per rilevanza storica i seminali romanzi La casa degli invasati di Shirley Jackson e Psycho di Robert Bloch, di cui Mondadori aveva rilevato i diritti rispettivamente da SIAD Edizioni e Garzanti, e per rigore filologico la monumentale raccolta di racconti The Selected Stories of Robert Bloch (3 voll., Underwood-Miller, 1987); va però notato che questa raccolta venne tradotta solo parzialmente, poiché su novantotto racconti dell'edizione originale ne furono tagliati trentadue risalenti al periodo 1958-1963, restringendo così la panoramica sull'autore a un tomo di testi giovanili e uno di opere senili.
A livello tipografico, tutti i volumi di Oscar Horror furono rilegati in brossura e stampati in foliazione tascabile di 184x110 mm, tipica di tutta la famiglia Oscar; pressoché tutte le copertine presentavano uno sfondo nero, il titolo di collana "Horror" stampato in rosso in cima alla copertina, un'illustrazione centrale quadrata, e il logo Oscar Mondadori in fondo alla copertina. Fece eccezione solo l'uscita 14, che adottò un'illustrazione a tutta pagina con il logo di collana sul lato destro.

## Elenco delle uscite
| Numero | Autore                                              | Titolo                                                                   | Note | Anno           | ISBN       |
| ------ | --------------------------------------------------- | ------------------------------------------------------------------------ | --- | -------------- | ---------- |
| 1      | Robert Bloch                                        | La sciarpa                                                               | | Gennaio 1989   | 8804319763 |
| 2      | Shirley Jackson                                     | La casa degli invasati                                                   | | Marzo 1989     | 8804320176 |
| 3      | Dennis Wheatley                                     | Il Club di Satana                                                        | | Settembre 1989 | 8804320885 |
| 4      | Peter Haining (curatore)                            | Al cinema con il mostro                                                  | Antologia di diciotto racconti composti da altrettanti scrittori, tutte le opere sono state adattate per il cinema. Ristampa in volume unico della prima edizione in due tomi entro Oscar Fantascienza 32 [1433] e 33 [1434], 1981. | Marzo 1989     | 8804321717 |
| 5      | Fritz Leiber                                        | Creature del male                                                        | Raccolta di sette racconti allestita dall'autore. | Settembre 1989 | 8804326166 |
| 6      | T. E. D. Klein                                      | Gli dei delle tenebre                                                    | Omnibus di quattro romanzi brevi allestito dall'autore: - I figli del Regno - Petey - L'uomo nero con il corno - Il Dio di Nadelman.                                                                                                | Gennaio 1990   | 8804326875 |
| 7      | Charles L. Grant (curatore)                         | Ombre                                                                    | Antologia di tredici racconti inediti composti da altrettanti scrittori. | Gennaio 1990   | 8804327049 |
| 8      | Robert Bloch                                        | Psycho                                                                   | Primo romanzo della trilogia di Norman Bates. | Gennaio 1990   | 8804331119 |
| 9      | Theodore Sturgeon                                   | Qualche goccia del tuo sangue                                            | | Febbraio 1990  | 8804331372 |
| 10     | Robert Bloch                                        | Il meglio dei racconti dell'orrore                                       | Primo tomo della raccolta The Selected Stories of Robert Bloch, comprende quaranta testi composti nel ventennio 1939-1958. | Giugno 1990    | 880433441X |
| 11     | William M. Sloane                                   | Selena                                                                   | | Settembre 1990 | 8804337583 |
| 12     | Robert Aickman                                      | Suspense                                                                 | Raccolta di otto racconti allestita dall'autore. | Maggio 1990    | 8804334037 |
| 13     | Edward L. Ferman e Anne Devereaux Jordan (curatori) | La finestra e altre storie dell'orrore dal «Magazine of Fantasy & SF»    | Primo tomo della raccolta The Best Horror Stories from the Magazine of Fantasy and Science Fiction, comprende dodici racconti e un romanzo breve pubblicati sul Magazine of Fantasy and Science Fiction.                            | Ottobre 1991   | 8804341157 |
| 14     | Martin H. Greenberg e Charles G. Waugh (curatori)   | Vampire                                                                  | Antologia di quindici racconti con protagoniste vampire donne. | Giugno 1991    | 8804347996 |
| 15     | Edward L. Ferman e Anne Devereaux Jordan (curatori) | Tenebra antica e altre storie dell'orrore dal «Magazine of Fantasy & SF» | Secondo tomo della raccolta The Best Horror Stories from the Magazine of Fantasy and Science Fiction, comprende dieci racconti e un romanzo breve pubblicati sul Magazine of Fantasy and Science Fiction.                           | Marzo 1992     | 8804356359 |